# برج نور الحمص
قرية برج نور الحمص هي إحدى القرى التابعة لمركز أجا في محافظة الدقهلية في جمهورية مصر العربية. حسب إحصاءات سنة 2006، بلغ إجمالي السكان في برج نور الحمص 10795 نسمة، منهم 5383 رجلا و5412 امرأة.

## التاريخ
قرية برج نور الحمص من القرى القديمة، حيث وردت باسم «بلجهور» في أعمال المرتاحية ضمن قرى الروك الصلاحي التي أحصاها ابن مماتي في كتاب قوانين الدواوين، كما وردت باسم «بلجهور برج النور» في أعمال الدقهلية والمرتاحية ضمن قرى الروك الناصري التي أحصاها ابن الجيعان في كتاب «التحفة السنية بأسماء البلاد المصرية». وفي العصر العثماني وردت باسم «برج النور» في التربيع العثماني الذي أجراه الوالي العثماني سليمان باشا الخادم في عصر السلطان العثماني سليمان القانوني ضمن قرى ولاية الدقهلية، وفي تاريخ 1228هـ/1813م الذي عدّ قرى مصر بعد المسح الذي قام به محمد علي باشا باسم «برج نور الحمص» ضمن قرى مديرية الدقهلية.